# Kameleontskål
Kameleontskål (Caloscypha fulgens) är en svampart som först beskrevs av Christiaan Hendrik Persoon, och fick sitt nu gällande namn av Jean Louis Emile Boudier 1885. Kameleontskål ingår i släktet Caloscypha och familjen Caloscyphaceae.  Arten är reproducerande i Sverige. Inga underarter finns listade i Catalogue of Life.

## Bilder

Kameleontskål
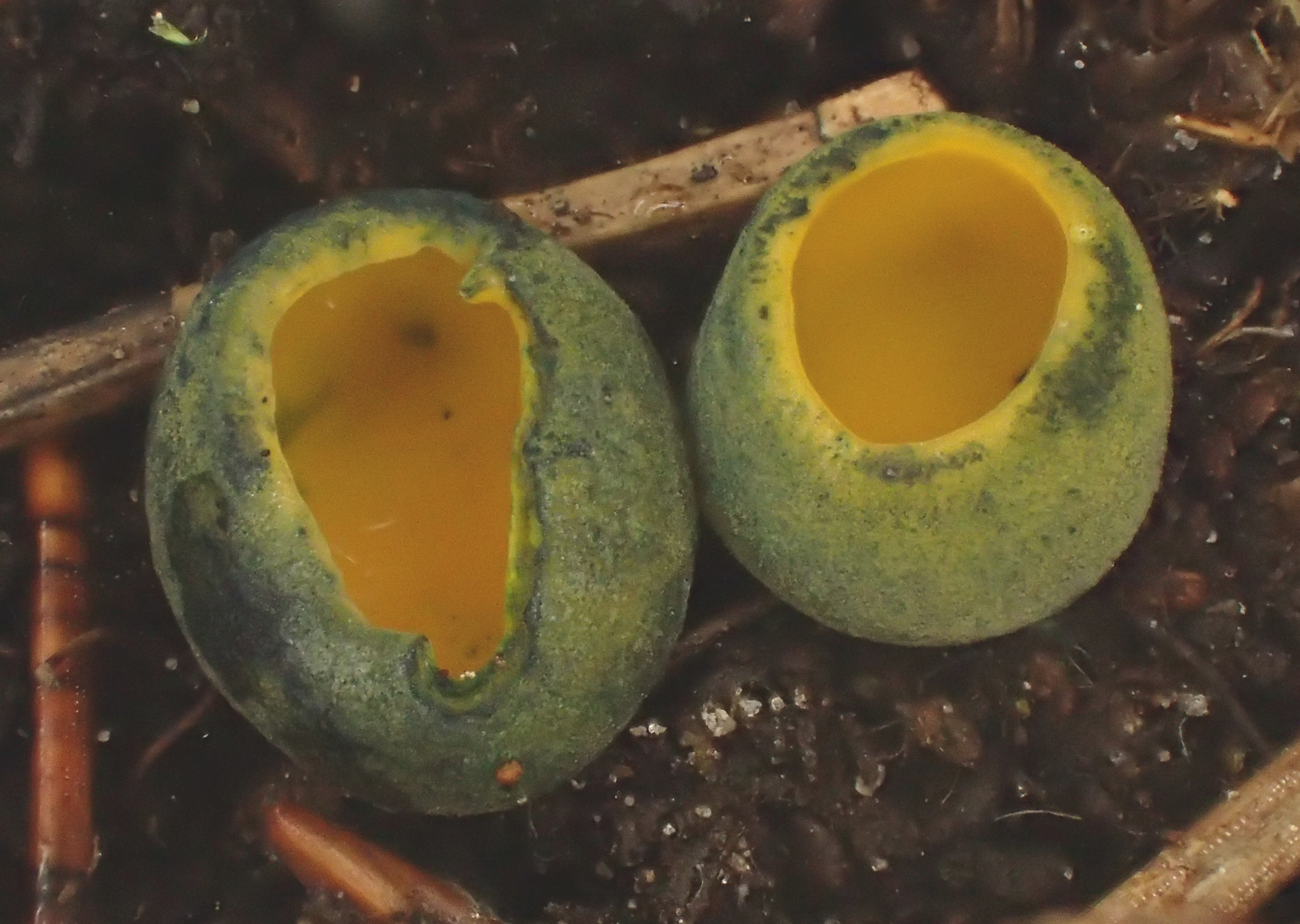
Kameleontskål vid Kinnekulle i mars 2024
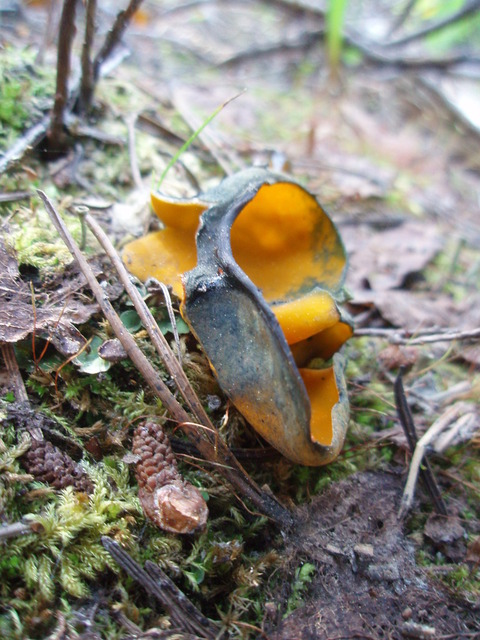